# Demagogi
Demagogi är att argumentera utifrån slående men osakliga argument. Demagoger använder demagogi som en strategi att skaffa makt och inflytande genom att appellera till folks känslor och fördomar, vanligen genom användande av kraftfull retorik och propaganda.
H. L. Mencken, en amerikansk kritiker, definierar en demagog som "en som predikar doktriner han vet är osanna, till folk han vet är idioter." 
Vad avser Menckens definition, innefattar demagogi lögner, men behöver nödvändigtvis inte innefatta falska fakta, utan snarare ger den okritiske åhöraren möjligheter att dra egna slutsatser. Demagogi involverar ofta logiska slutsatser baserade på felaktiga resonemang.